# Elisabetta Rampielli
Elisabetta Rampielli Fuso, detta Bettina (Bologna, 1898 – Perugia, 1985), è stata una pittrice italiana.

## Biografia
Già a quattro anni si trasferisce da Bologna a Perugia. Nel 1929 sposa Brajo Fuso e si iscrive all’Accademia di Belle Arti di Perugia, ma non continua gli studi per un estremo bisogno di libertà. Dipinge soprattutto ritratti e paesaggi, espone  in varie città d’Italia e a Parigi, entra in contatto con l’ambiente artistico. Ottiene numerosi  premi e riconoscimenti. La sua casa a Perugia è un centro culturale dei più vivi, aperto ad una cultura internazionale anche durante gli anni del fascismo. Tra gli ospiti il giovanissimo Renato Guttuso, che fa il ritratto a Bettina, Alberto Moravia, Curzio Malaparte, Felice Casorati, Giulio Carlo Argan, Mario Mafai,  Alberto Burri.
Verso la fine degli anni ’60 Bettina smette di dipingere per dedicarsi alla realizzazione del Fuseum un complesso architettonico artistico-museale costituito da 13.500 m² di terreno adibito a parco d'arte, il cui nome deriva dalla fusione del cognome del marito con " museum", che doveva essere un luogo d’incontro aperto a convegni, dibattiti, mostre, premi di pittura.
La città di Perugia le ha reso omaggio  intitolandole  una via in aperta campagna, non lontano dal Fuseum